# La temporada de las cerezas
La temporada de las cerezas (en francés, Le temps des cerises) es la segunda novela de la serie Las aventuras de Boro, reportero gráfico, tras "La dama de Berlín". Fue escrita en colaboración por los novelistas franceses Dan Franck y Jean Vautrin en 1989 y publicada por la Editorial Fayard en 1991. Las ilustraciones de las portadas en la edición original francesa fueron debidas al diseñador Enki Bilal. Esa misma portada se respetó también en la edición española.
La novela ha sido objeto de una adaptación a historieta gráfica en tres tomos en la que Marc Veber se encarga de las ilustraciones y Enki Bilal de la dirección artística y que han sido publicados en 2010, 2011 y 2012 por la editorial Casterman.

## Historietas gráficas
"Les Aventures de Boro, reporter photographe"  han sido objeto de una adaptación a historieta gráfica en la que Marc Veber se encarga de las ilustraciones y Enki Bilal de la dirección artística, y que han sido publicados por la editorial Casterman. Hasta el momento se han publicado seis volúmenes, correspondiendo los tres primeros a "La dama de Berlín" y los tres siguientes a "La temporada de las cerezas".
- Franck, Dan; Vautrin, Jean; Veber, Marc (2010). Le Temps des cerises (Tome 1) [La temporada de las cerezas (Tomo 1)] (historieta gráfica). Ligne Rouge (en francés) 4. Casterman (publicado el 16 de junio de 2010). Archivado desde el original el 14 de marzo de 2017. Consultado el 13 de marzo de 2017.
- Franck, Dan; Vautrin, Jean; Veber, Marc (2011). Le Temps des cerises (Tome 2) [La temporada de las cerezas (Tomo 2)] (historieta gráfica). Ligne Rouge (en francés) 5. Casterman (publicado el 16 de febrero de 2011). Archivado desde el original el 14 de marzo de 2017. Consultado el 13 de marzo de 2017.
- Franck, Dan; Vautrin, Jean; Veber, Marc (2012). Le Temps des cerises (Tome 3) [La temporada de las cerezas (Tomo 3)] (historieta gráfica). Ligne Rouge (en francés) 6. Casterman (publicado el 22 de agosto de 2012). Archivado desde el original el 14 de marzo de 2017. Consultado el 13 de marzo de 2017.